# Fulgensia fulgens
Espèce
Fulgensia fulgens est une espèce de champignons lichénisés de la famille des Teloschistaceae.